# Berry van Rijswijk
Berry van Rijswijk (Nijmegen, 27 juli 1960) was wethouder voor GroenLinks in de Nederlandse gemeente Sittard-Geleen. Hij was als zodanig verantwoordelijk voor inkomen, zorg, welzijn, integratie, cultuur, onderwijs, jeugd en internationaal beleid.
Van Rijswijk studeerde aan de Sociale Academie Sittard waar hij zich specialiseerde in personeelswerk. Vervolgens werkte hij tussen 1986 en 1997 als directeur van het Henk Schram Centrum Eckelrade, een vormingscentrum voor kwetsbare jongeren. Daarnaast was hij tussen 1990 en 1997 fractievoorzitter van GroenLinks in Sittard. In 1997 werd hij daar wethouder, dat bleef hij tot 2003. In 2001 fuseerde Sittard met Geleen. Hij keerde daarna voor een jaar terug in de gemeenteraad en werkte als freelance projectmanager. In 2003 werd hij ook verkozen in de Staten van Limburg waar hij zich bezighield met zorg en onderwijs. In 2006 werd hij wederom wethouder in Sittard-Geleen, en in 2010 werd hij herbenoemd. In 2014 was hij niet herkiesbaar voor de gemeenteraad.